# Mopsuestia
Mopsuestia (en griego antiguo: Μοψουεστία y Μόψου ἑστία, romanizado: Mopsou(h)estia y Μόψου; griego medieval: Mamista, Manistra; árabe: al-Maṣṣīṣah; armenio: Msis, Mises, Mam(u)estia; fráncico: Mamistra) es una antigua ciudad de Cilicia Campestris en el río Píramo (actualmente río Ceyhan) localizada a unos 20 km al este de la antigua Antioquia en Cilicia (actualmente Adana, al sur de Turquía). Desde el puerto de la ciudad, el río es navegable hasta el mar Mediterráneo, a una distancia de más de 40 km. 

## Historia
La fundación de esta ciudad se atribuye al vidente de la mitología griega Mopso, de quien también tomó su nombre, quien vivió antes de la guerra de Troya, aunque apenas se menciona antes de la era cristiana. Plinio el Viejo la llama la ciudad libre de Mopsos, pero el nombre por el que se conoce habitualmente es Mopsuestia, como la cita Esteban de Bizancio y todos los geógrafos y cronistas cristianos. Bajo el Imperio seléucida la ciudad tomó el nombre de Seleucia en el Píramo (griego clásico: Σελεύκεια πρὸς τὸν Πύραμον, Seleukeia pros ton Pyramon; latín: Seleucia ad Pyramum), pero se abandonó en la época de la conquista romana; bajo distintos dominios cambió de nombre (Adriana bajo Adriano, Decia bajo Decio...), como se comprueba por las inscripciones y las monedas de la ciudad. Constancio II construyó allí un magnífico puente sobre el río Píramo, restaurado posteriormente por Justiniano I y ha sido restaurado de nuevo en tiempos modernos.
El cristianismo parece que se introdujo desde muy antiguo en la ciudad y en el siglo III se menciona ya a un obispo, Teodoro, adversario de Pablo de Samósata. Entre otros residentes famosos de principios del período cristiano en la historia de la ciudad se encuentran Auxencio de Mopsuestia (m. 360) y Teodoro, obispo entre 392 y 428, maestro de Nestorio. El obispado está incluido en la lista de sedes titulares de la Iglesia católica.
Junto con gran parte de Cilicia, la región fue arrebatada del control romano por los árabes a finales de los años 630. En 684 el emperador Constantino IV recuperó Misis de la pequeña guarnición árabe que la defendía y permaneció como posesión del Imperio bizantino hasta 703, cuando fue tomada de nuevo por los árabes, que reconstruyeron las fortificaciones, construyeron una mezquita y mantuvieron una guarnición permanente. Debido a su situación fronteriza, la ciudad fue repetidamente derrotada y reconquistada de tiempo en tiempo por los bizantinos; fue asediada en vano por las tropas bizantinas de Juan I Tzimisces en el año 964, pero fue tomada al año siguiente después de un largo y difícil asedio por Nicéforo II.

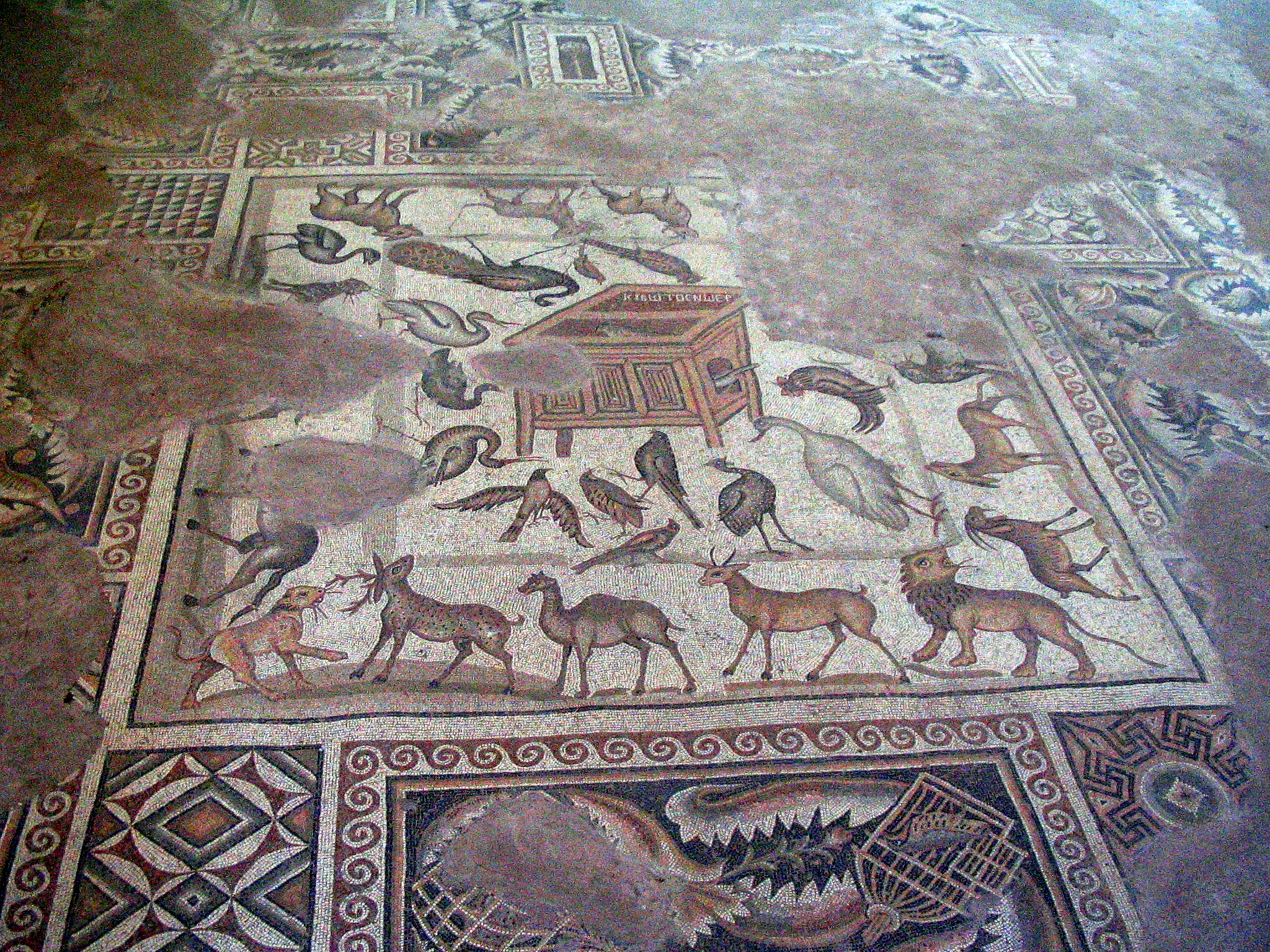
Mosaicos representando el Arca de Noé en el Museo del Mosaico de Misis.

Mopsuestia contaba entonces con unos 200 000 habitantes, algunos de los cuales eran musulmanes, y los bizantinos se esforzaron por volver a cristianizar la ciudad. A principios de la década de 1090 las fuerzas turcas invadieron la ciudad, pero fueron expulsadas en 1097 por las tropas cruzadas de Tancredo de Galilea, que tomaron posesión de la ciudad y de su estratégico puerto, que fueron anexionados al Principado de Antioquía. Padeció muchas guerras intestinas entre cruzados, armenios y griegos que la perdieron y la recapturaron, especialmente en 1106, 1132 y 1137. Finalmente en 1151-1152 el barón armenio T'oros II capturó la ciudad y resistió el contraataque griego liderado por Andrónico I Comneno. Desde entonces permaneció como posesión del Reino armenio de Cilicia, aunque fue brevemente capturada y saqueada por los mamelucos en 1266, 1275 y 1322. Venecianos y genoveses fueron autorizados por los armenios para mantener sus depósitos cerca del puerto para almacenar mercancías traídas de la India. Los armenios fueron desalojados definitivamente por los mamelucos en 1347. La ciudad fue sede de varios consejos eclesiásticos y contaba con cuatro iglesias armenias; la diócesis ortodoxa griega todavía existía a principios del siglo XIV. En 1432 el espía y peregrino francés Bertrandon de la Broquière narró que la ciudad estaba gobernada por los musulmanes y fue destruida en gran parte.
En 1515 la ciudad, y toda Cilicia, fue incorporada al Imperio otomano por el sultán Selim I. Desde entonces fue decayendo y se convirtió en el pequeño pueblo de Misis que, en la década de 1960, pasó a llamarse Yakapınar. Hoy en día solo se conservan fragmentos de las fortificaciones medievales, aunque a mediados del siglo XIX se realizó un grabado de los muros y torres del recinto. En 1959 se fundó el Museo del Mosaico de Misis para exponer los mosaicos encontrados en la zona, entre ellos el famoso Mosaico de Sansón. Heráclides (en griego antiguo: Ἡρακλείδης) era un gramático de Mopsuestia.